# Vasilij Stepanovič Popov (generale m. 1822)
Vasilij Stepanovič Popov, in russo Василий Степанович Попов?, in polacco Bazyli Popowski (Governatorato di Kazan', 1743 – San Pietroburgo, 1822), è stato un generale russo.

## Biografia
Nato da una famiglia della nobiltà polacca, figlio di Szczepan Popowski ufficiale di stato in Kazan' fu segretario privato della zarina Caterina II di Russia, capo dell'ufficio del principe Grigorij Aleksandrovič Potëmkin e membro del Consiglio di Stato dell'Impero russo, fu l'autore, nel 1792 del testo dell'atto fondante della confederazione di Targowica, che portò alla guerra russo-polacca e alla seconda spartizione della Polonia.